# Recchia albicans
Recchia albicans is een keversoort uit de familie van de boktorren (Cerambycidae). De wetenschappelijke naam van de soort werd voor het eerst geldig gepubliceerd in 1831 door Guérin-Méneville.